# هاينريش زويزه
هاينريش زويزه (بالألمانية: Heinrich Seuse) كاتب ولاهوتي ألماني، ولد عام 1295 بالقرب من البودنزيه، وتوفي في 1366 في مدينة أولم. انضم زويزه منذ أن كان عمره ثلاثة عشر عاماً إلى طائفة الدومينيكان في دير كونستانس. وكان تلميذاً لمايستر إيكهارت وقد أثر فيه التصوف التأملي لإيكهارت تأثيراً عميقاً. وأصبح من عام 1343 حتى 1344 أحد رؤساء الطائفة في مدينة كونستانس، وفي عام 1348 توجه إلى مدينة أولم حيث توفي فيها، وكتب المواعظ كما كتب أول سيرة ذاتية في الأدب الألماني.

## أعماله
- زويزه «Der Seuse» (سيرة ذاتية، كتبت في عام 1362 تقريباً)

## روابط خارجية
- هاينريش زويزه على موقع الموسوعة البريطانية (الإنجليزية)
- هاينريش زويزه على موقع ميوزك برينز (الإنجليزية)
- هاينريش زويزه على موقع إن إن دي بي (الإنجليزية)
- هاينريش زويزه على موقع ديسكوغز (الإنجليزية)